# مللي جوروش
مللي جوروش (بالتركية: Milli Görüş)، ومعناها «الرؤية الوطنية»، هي حركة سياسية دينية ومجموعة من الأحزاب الإسلامية التركية مستلهمة من رئيسها البروفسير نجم الدين أربكان الذي صار رئيس الوزراء في تركيا. أُطلق عليها اسم «منظمات الشتات التركية الرائدة في أوروبا»،  ووُصفت بأنها أكبر منظمة إسلامية تعمل في الغرب. تأسست مللي جوروش في عام 1969م، وأعلنت الحركة في عام 2005م أن لها 87,000 عضو في جميع أنحاء أوروبا، منهم 50,000 فقط في ألمانيا.

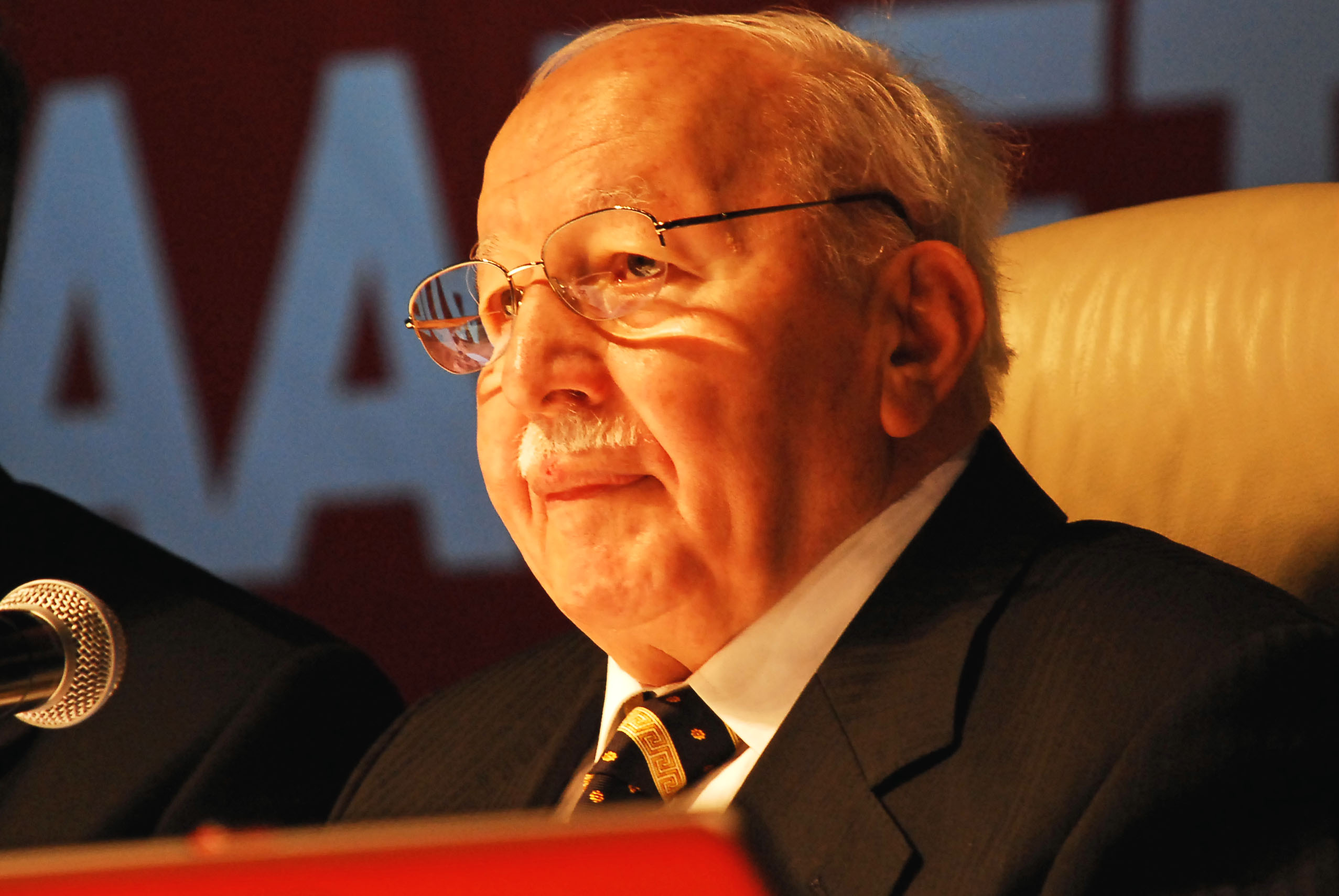
رئيس وزراء تركيا البروفسير نجم الدين أربكان، أحد مؤسسي حركة مللي جوروش.

يعود هذا المصطلح أيضاً إلى «الرؤية الدينية» للمنظمة،  والتي تؤكد على القوة المعنوية والروحية للعقيدة الإسلامية (الإيمان)، وتُفسر تراجع العالم الإسلامي كنتيجة لتقليد القيم الغربية (مثل العلمانية) والاستخدام غير المُلائم للتكنولوجيا الغربية.
تنشط الحركة في جميع البلدان الأوروبية تقريبا، وفي دول أخرى مثل أستراليا  وكندا والولايات المتحدة. وكان رئيسها نجم الدين أربكان وآخر رئيس لها هو أوغوزخان أصيل ترك الذي توفي في 1 أكتوبر 2021.

## الصدع الإسلامي
في أعقاب حظر حزب الفضيلة، أدى الخلاف الذي كان يتطور في الحركة إلى قيام حزبين، حزب السعادة (SP) الذي يمثل الحرس القديم لأربكان، وقيادة حزب العدالة والتنمية (AK). من قبل سياسيين أصغر سنا وأكثر براغماتية حول رجب طيب أردوغان، الذي يدعي أنه تخلى عن أجندة إسلامية على وجه التحديد. فاز حزب العدالة والتنمية بشكل مقنع في انتخابات عام 2002 وشكل حكومة بتفويض شعبي قوي، الأمر الذي جعل تركيا أقرب إلى القبول بالعضوية في الاتحاد الأوروبي أكثر من أي حكومة سابقة.

### الاتراك في أوروبا
من بين المهاجرين الأتراك في أوروبا الغربية، أصبحت ملي غوروش واحدة من الحركات الدينية الاساسية، إن لم تكن الرئيسية، التي تسيطر على العديد من المساجد. مثل الحركة في تركيا، مرت ببعض التغييرات الملحوظة، ليس أقلها أن الجيل الأول، الذي كان موجهًا بقوة نحو ما حدث في تركيا، يتخلى تدريجياً عن القيادة لجيل أصغر نشأ في أوروبا ويهتم بأمور مختلفة تمامًا.. يُظهر الملف الشخصي العام لـلحركة اختلافات كبيرة من دولة إلى أخرى، مما يشير إلى أن طبيعة التفاعل مع المجتمعات "المضيفة" قد يكون لها تأثير كبير على شخصيتها كحركة دينية مثل العلاقة مع حركة "الأم" في تركيا.

### ألمانيا
وفقًا لمصادر عديدة في ألمانيا، تغير موقف الفرع الألماني تجاه تركيا تمامًا. بعد وصول أردوغان وحزب العدالة والتنمية لقيادة تركيا، تخدم المنظمة بشكل أساسي مصالح الحكومة التركية التي تدعم الآن المنظمة. تسيطر ديانت وحزب العدالة والتنمية والحكومة التركية عمليًا على التصريحات والمظاهر العامة للمنظمات. 

## معرض الصور

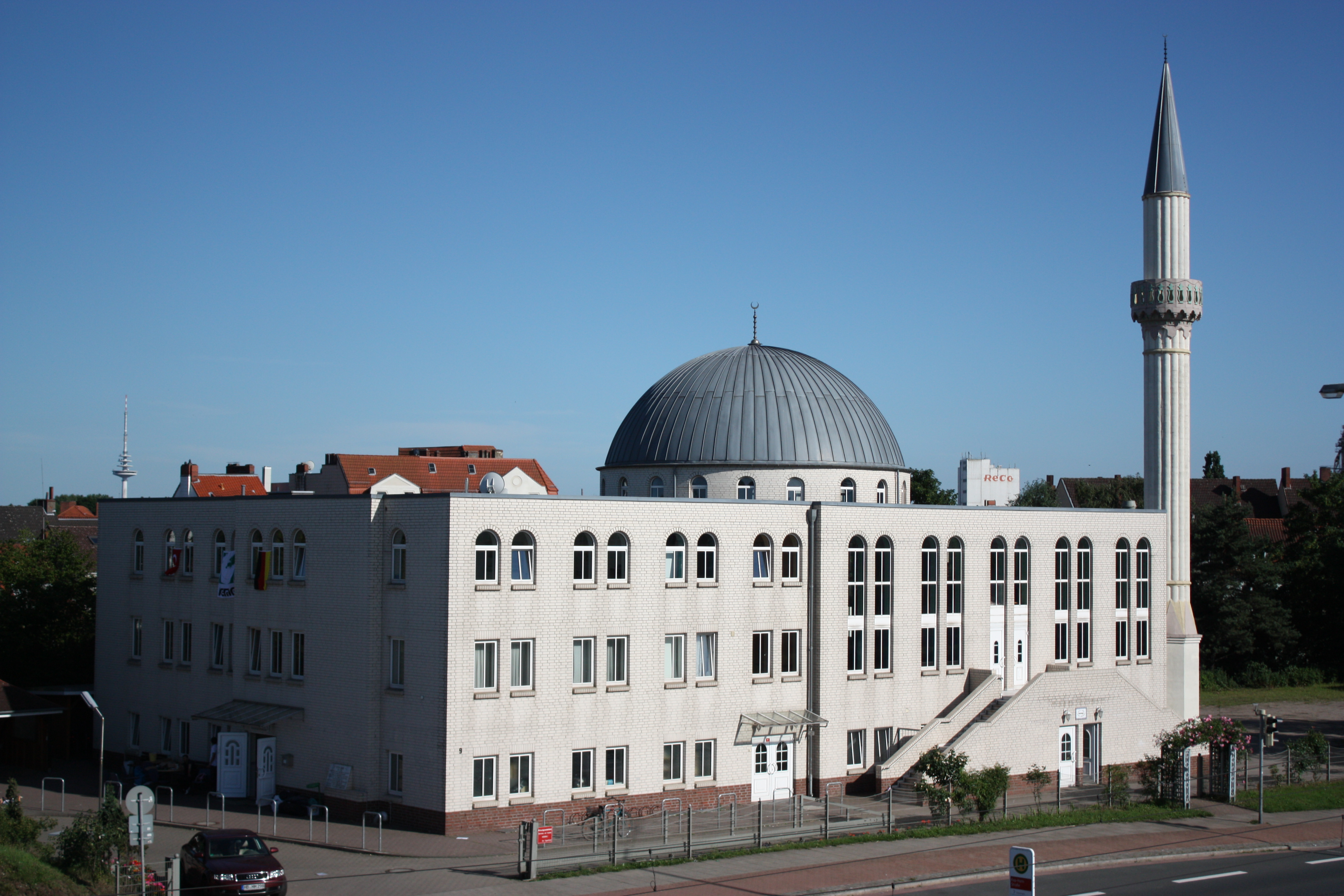
مسجد "الفاتح" في منطقة "جروبيلينجن" (Gröpelingen)، مدينة بريمن، بألمانيا.
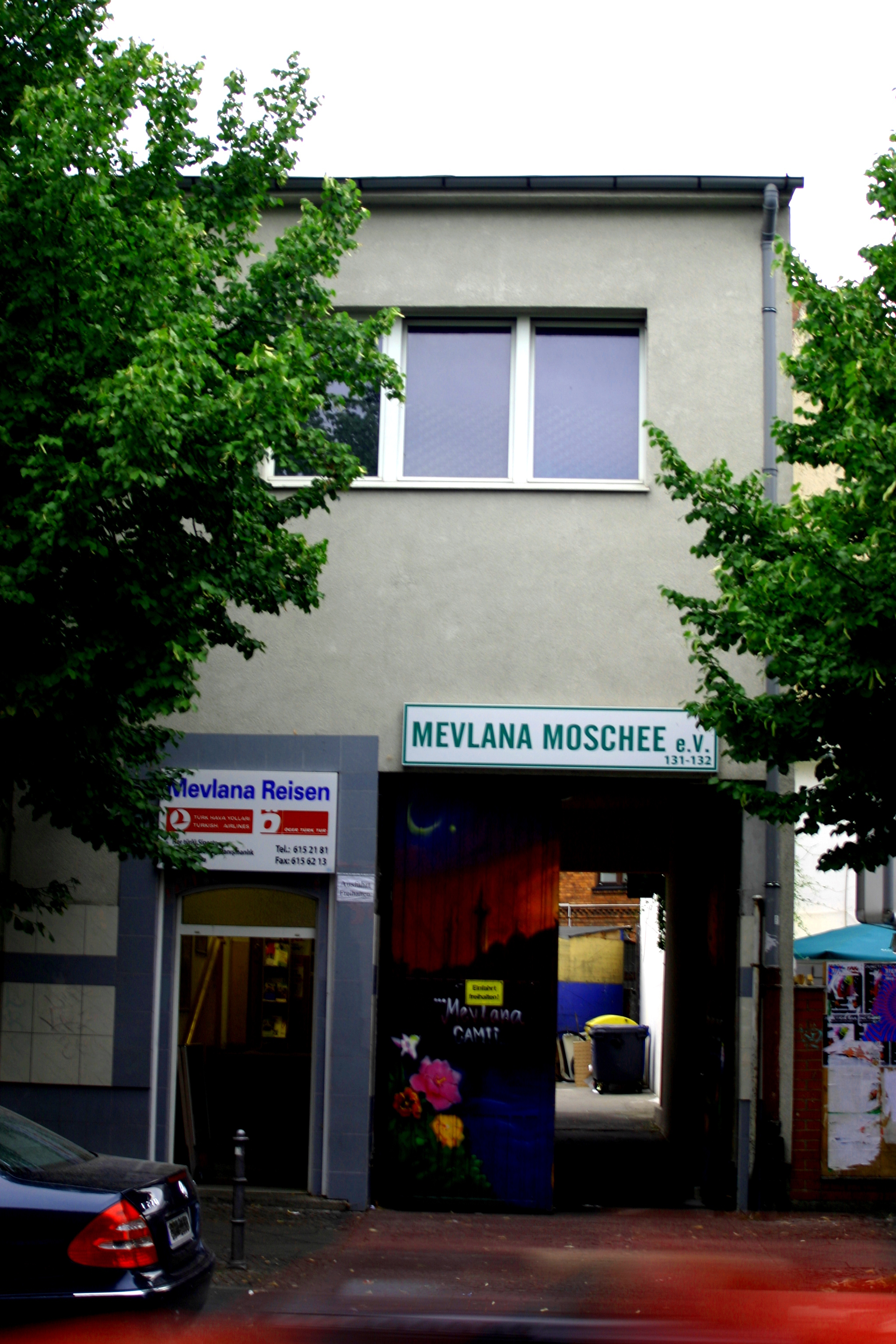
مسجد "مولانا" في برلين، بألمانيا.